# Hævnen
Hævnen (bra: Em um Mundo Melhor; prt: Num Mundo Melhor)  é um filme sueco-dinamarquês de 2010 escrito por Anders Thomas Jensen e dirigido por Susanne Brier. O filme é estrelado por Mikael Persbrandt, Trine Dyrholm e Ulrich Thomsen em uma história que se passa em uma pequena cidade da Dinamarca e em um campo de refugiados na África.
Hævnen venceu o Prêmios Globo de Ouro de Melhor Filme Estrangeiro e o Oscar de Melhor Filme Estrangeiro.

## Elenco
- Mikael Persbrandt como Anton
- Trine Dyrholm como Marianne
- Ulrich Thomsen como Claus
- William Jøhnk Juels Nielsen como Christian
- Markus Rygaard como Elias
- Kim Bodnia como Lars
- Wil Johnson como Najeeb
- Eddie Kimani como doutor
- Emily Mglaya como enfermeira
- Gabriel Muli como intérprete
- June Waweru como paciente
- Mary Hounu Moat como paciente
- Synah Berchet como senhora
- Elsebeth Steentoft como Signe
- Satu Helena Mikkelinen como Hanna
- Camilla Gottlieb como Eva

## Produção
A ideia para o filme se originou quando Susanne Bier e o roteirista Anders Thomas Jensen tiveram discussões sobre a perceção do mundo de que a Dinamarca possuiu uma sociedade muito harmoniosa. Eles então decidiram escrever uma história onde viradas dramáticas de eventos iriam acabar com a imagem bem-aventurada do lugar. O desenvolvimento da narrativa começou com o personagem Anton, e com a ideia de um idealista que se torna vítima de uma agressão. Os dois não tinham atores em mente ao desenvolver a ideia, porém reescreveram detalhes quando os principais foram escolhidos. O filme foi produzido pela dinamarquesa Zentropa em coprodução a DR2 e as suecas Memfis Film, Sveriges Television, Trollhättan Film e Film i Väst. Ele recebeu sete milhões de coroas dinamarquesas do Instituto de Cinema da Dinamarca, como também financiamento do Instituto de Cinema da Suécia, o Fundo Pan-Nórdico de Cinema & TV e o MEDIA Programme da União Europeia. As filmagens começaram em agosto de 2009, com locações em Fiónia e no Quênia.

## Temas
De acordo com a diretora Susanne Bier, "Nosso experimento com este filme era ver como tão pouco faz uma criança—ou um adulto—pensar que algo é profundamente injusto. Realmente não é preciso muito, e eu acho isso muito interessante. E assustador".

## Crítica
Hævnen foi bem recebido pela crítica. No site Rotten Tomatoes o filme possui uma aprovação de 77%, baseado em 114 resenhas, com uma nota média de 7,1/10. O consendo é "um suntuoso melodrama que aborda alguns difíceis temas humanos e existenciais". Por comparação, no agregador Metacritic o filme possui uma nota 65/100, baseado em 29 resenhas, indicando "críticas geralmente favoráveis".